# Jet Sport Tekstiltrykkeri
Jet Sport Tekstiltrykkeri er et dansk tekstiltrykkeri, der blev grundlagt 1. august 1998 med hovedkvarter og produktionsfaciliteter i Viborg. Med over 100 ansatte (2022) er virksomheden blandt de største producenter og distributører af B2B-tekstiltryk i Norden.[kilde mangler]

## Oprindelse
Jet Sport nåede sin nuværende form, da Claus Bo Mørk i 1998 købte Jet Sport fra sin mor. Hans to sønner, Nichlas og Alexander, har gennem det seneste årti ligeledes været aktive i virksomheden.